# Garotman Terra
La Garotman Terra è una struttura geologica della superficie di Titano.